# 日本國鐵KiHa 181系柴聯車
日本國鐵KiHa 181系柴聯車，是1968年至2010年之间在日本运行的特快柴聯車。最初由日本國有鐵道使用，1987年日本國鐵私有化后由西日本旅客鐵道（JR西日本）和四国旅客鐵道（JR四國）繼承使用。
本型車乃為山區非電化路線行駛特快車而開發，曾於本州作為翼號列車、信浓號列車、八云號列車和濱風號列車，於四國作為潮風號列車行駛。
1968年至1972年之间，共製造了158辆KiHa 181系。 在1987年國鐵私有化后，西日本旅客鐵道接收了94辆车、四国旅客鐵道接收了44辆车。 KiHa 181系後來被更新的倾斜式柴聯車取代，或是因為路線電氣化而退出。四國旅客鐵道的本型車在1993年退役，西日本旅客鐵道繼續使用本型車行駛濱風號列車，直到2010年11月被新的KiHa 189系柴聯車取代，于2010年12月最终退役。  
有些退役後的181系柴聯車被运往缅甸，并于2013年1月起投入使用。